# Ligne de tramway de Maubeuge à Ferrière-la-Grande
La ligne de Maubeuge à Ferrière-la-Grande est une ancienne ligne du tramway de Maubeuge.

## Histoire
La ligne est mise en service entre la place de la Grisoëlle (actuelle place Vauban) à Maubeuge et Ferrière-la-Grande à une date inconnue entre le 1er septembre 1903 (mise en service des deux premières lignes vers la gare de Maubeuge et la gare de Sous-le-Bois) et le 20 décembre 1903 (existence attestée). Comme les autres lignes du réseau de Maubeuge, elle est construite à l'écartement métrique (1 000 mm) et est d'emblée électrifiée.
Le 1er février 1905, la ligne et celle de Louvroil sont limitées de la place de la Grisoëlle à la place de Wattignies (porte de France), seule reste exploitée sur cette section la ligne de la gare qui voit son service renforcé.